# Bengt Heyman
Bengt Heyman (ur. 26 sierpnia 1883 w Sztokholmie, zm. 3 czerwca 1942 tamże) – szwedzki żeglarz, olimpijczyk, zdobywca srebrnego medalu w regatach na Letnich Igrzyskach Olimpijskich w 1912 roku w Sztokholmie.
Na Letnich Igrzyskach Olimpijskich 1912 zdobył srebro w żeglarskiej klasie 8 metrów. Załogę jachtu Sans Atout tworzyli również Nils Westermark, Herbert Westermark, Alvar Thiel i Emil Henriques.